# Ștefan Barbu
Ștefan Barbu, né le 2 mars 1908 à Arad et mort le 30 juin 1970 dans la même ville, est un footballeur, arbitre et président de club roumain.

## Biographie
En tant qu'attaquant, Ștefan Barbu fut international roumain à 7 reprises (1927-1930) pour un but inscrit. 
Il participa à la Coupe du monde de football de 1930. Titulaire dans les matchs de la Roumanie, il inscrit un but à la 85e minute contre le Pérou, match se soldant par une victoire roumaine (3-1). Mais la Roumanie est éliminée au premier tour.
Il joua dans deux clubs roumains : le Gloria Arad et le FC Rapid Bucarest. Avec le premier, il ne fit mieux que deuxième du championnat roumain en 1930. Avec le second, il termina deux fois deuxième du championnat, remporta trois coupes nationales (1935, 1937 et 1938) et termina meilleur buteur du championnat en 1936 (23 buts). 
Entre 1942 et 1957, il devient arbitre de football.
En 1957, il devient le président du club de CFR Arad.

## Clubs
- 1925-1933 :  Gloria Arad
- 1933-1938 :  FC Rapid Bucarest
- 1938-1942 :  Gloria Arad

## Palmarès
- Coupe de Roumanie de football
  - Vainqueur en 1935, en 1937 et en 1938
- Championnat de Roumanie de football
  - Vice-champion en 1930, en 1937 et en 1938
- Meilleur buteur du championnat roumain
  - Récompensé en 1936